# Championnats d'Europe féminins de boxe amateur 2006
Navigation
Édition précédente Édition suivante
Les 5e championnats d'Europe de boxe amateur  féminins se sont déroulés du 4 au 10 septembre 2006 à Varsovie, Pologne.
Organisées par l'European Boxing Confederation (EUBC), les compétitions se sont disputées dans 13 catégories de poids différentes.

## Résultats

### Podiums
| Catégories                   | Or               | Argent              | Bronze                               |
| Poids pailles (-46 kg)       | Steluta Duta     | Ewelina Pękalska    | Valeria Calabrese Svetlana Gnevanova |
| Poids mi-mouches (-48 kg)    | Olesya Gladkova  | Monika Csik         | Jenny Hardings Gulseda Basibutun     |
| Poids mouches (-50 kg)       | Hasibe Erkoc     | Viktoria Usatchenko | Valeria Imbrogno Lidia Ion           |
| Poids super-mouches (-52 kg) | Sumeyra Kaya     | Saliha Ouchen       | Jagoda Karge Maarit Teuronen         |
| Poids coqs (-54 kg)          | Kari Jensen      | Karolina Michalczuk | Ludmila Hrytsay Sofia Ochigava       |
| Poids plumes (-57 kg)        | Elena Karpacheva | Dina Burger         | Ingrid Egner Myriam Dellal           |
| Poids légers (-60 kg)        | Katie Taylor     | Tatyana Chalaya     | Anna Kasprzak Gulsum Tatar           |
| Poids super-légers (-63 kg)  | Vinni Skovgaard  | Yulia Nemtsova      | Saida Gasanova Kinga Siwa            |
| Poids welters (-66 kg)       | Aya Cissoko      | Lesja Kozlan        | Irina Poteyeva Karolina Koszela      |
| Poids super-welters (-70 kg) | Olga Slavinskaya | Natalia Ostroumova  | Martina Schmoranzova Klara Svensson  |
| Poids moyens (-75 kg)        | Maria Yavorskaya | Olha Novikova       | Mia Etelapelto Anita Ducza           |
| Poids mi-lourds (-80 kg)     | Beata Małek      | Galina Ivanova      | Irina Komar Selma Yagci              |
| Poids lourds (+80 kg)        | Maria Kovacs     | Semsi Yarali        | Adriana Hosu Albina Vaskyekina       |

### Tableau des médailles
| Place | Pays              | Médaille d'or, Europe | Médaille d'argent, Europe | Médaille de bronze, Europe | Total |
| ----- | ----------------- | --------------------- | ------------------------- | -------------------------- | ----- |
| 1     | Russie            | 4                     | 3                         | 4                          | 11    |
| 2     | Turquie           | 2                     | 1                         | 3                          | 6     |
| 3     | Pologne           | 1                     | 2                         | 4                          | 7     |
| 4     | Hongrie           | 1                     | 1                         | 1                          | 3     |
| 4     | France            | 1                     | 1                         | 1                          | 3     |
| 6     | Roumanie          | 1                     | 0                         | 2                          | 3     |
| 7     | Norvège           | 1                     | 0                         | 1                          | 2     |
| 8     | Irlande           | 1                     | 0                         | 0                          | 1     |
| 8     | Danemark          | 1                     | 0                         | 0                          | 1     |
| 10    | Ukraine           | 0                     | 2                         | 3                          | 5     |
| 11    | Suisse            | 0                     | 1                         | 0                          | 1     |
| 11    | Danemark          | 0                     | 1                         | 0                          | 1     |
| 13    | Italie            | 0                     | 0                         | 2                          | 2     |
| 13    | Suède             | 0                     | 0                         | 2                          | 2     |
| 13    | Finlande          | 0                     | 0                         | 2                          | 2     |
| 16    | Tchéquie          | 0                     | 0                         | 1                          | 1     |
| Total | 16 pays médaillés | 13                    | 13                        | 26                         | 52    |